# Leptosiphon minimus
Leptosiphon minimus är en blågullsväxtart som först beskrevs av H.Mason, och fick sitt nu gällande namn av Battaglia. Leptosiphon minimus ingår i släktet Leptosiphon och familjen blågullsväxter. Inga underarter finns listade i Catalogue of Life.